# Umm Salama
Umm Salama Hind bint Abi Umayya (arabiska: أُمّ سَلَمَة هِنْد بِنْت أَبِي أُمَيَّة) dog ca 84 år gammal, år 682. Umm Salama var en av den islamiske profeten Muhammeds hustrur. Umm Salama var hennes tilltalsnamn som betyder "Salamas mor". Hon var en av de första som konverterade till islam. Umm Salama var en av profetens mest inflytelserika hustrur, mest känd för att ha återberättat talrika hadither och händelser kopplade till profeten. Shiamuslimer anser att hon är den bästa hustrun till profeten efter Khadidja.
Umm Salama var kusin med Khalid ibn al-Walid, en framstående fältherre i islams tidiga historia som av sunnimuslimer kallas Saif Allah, "Guds svärd".

## Tiden med Abdullah bin Abdul Asad
Umm Salamahs migrerade från Mekka till Abessinien och tillbaka till Mekka och sedan vidare till Medina. I Abessinien hade det ryktats om att Mekka hade blivit säkert för muslimer igen. Efter återkomsten visade det sig att staden fortfarande var orolig. Umm Salamahs och hennes familj ville utvandra till Medina, men klanenerna motsatte sig då de hade antagit islam.  Umm Salamah och hennes familj blev stoppade, och hon separerades från sin man Abdullah bin Abdul Asad samt deras son Umar ibn Abi-Salama. Hon tvingades stanna kvar i Mekka. Efter ett år lyckades hon återförenas med sin son tack vare påtryckningar från en kusin. Hon tilläts då att lämna Mekka, vilket hon genast gjorde. Ensam med sin son började hon ta sig till Medina på egen hand. Under resan mötte de Uthman ibn Talha i At-Tanʽim. Han hjälpte dem genom att slå följe och leda deras kamel till Medina. I Medina återförenades Umm Salamah med sin man Abdullah bin Abdul Asad.
Maken Abdullah bin Abdul Asad deltog i 2 strider, slaget vid Badr och Uhud. I Slaget vid Uhud skadas han och avled senare på grund av infektioner.

## Tiden med Muhammed
Abu Bakr och Umar friade till Umm Salamah, men hon avböjde båda frierierna. När Muhammed friade till henne varnade Umm Salamah honom att hon var gammal, hade barn och svartsjuk med hänvisning till Muhammeds andra fruar. Muhammed svarade att han själv var äldre än henne, att han skulle ta hand om hennes barn och att genom bön skulle hon befrias från sin svartsjuka. De gifte sig en torsdag i månaden Shawwal, år 4 AH (626).
Flertalet uppenbarelser av koranens verser (ayah) ägde rum i Umm Salamas hem. Bland annat versen 33:33.
| ”                        | Och stanna i ert hem. Men [om ni måste lämna det] försök inte dra uppmärksamheten till era yttre företräden på det sätt som var vanligt under den hedniska tiden, och förrätta bönen och ge åt de behövande och lyd Gud och Hans Sändebud. Gud vill befria er, ni som står Profeten närmast, från all [jordisk] smuts och göra er renhet fullkomlig. | „ |
| [33:33] Koranens Budskap | |   |

## Relation till Aisha
Umm Salama motsatte sig Aishas deltagande i kamelslaget.